# 萬沙浪
萬沙浪（1949年1月21日—2023年6月18日），漢名王忠義，臺灣卑南族歌手、演員，其名字在卑南語為「成年勇士」之意。

## 生平
早年為陸軍總部軍樂隊喇叭手，退伍後和朋友組潮流搖滾樂合唱團，以漢名擔任主唱，在金龍酒店、六福客棧、健生醫院地下室俱樂部駐唱。1971年主唱電影《風從哪裡來》的同名主題曲（李行導演、左宏元譜曲，莊奴填詞）一舉成名，有「山地歌王」之稱。隨後的《娜魯灣情歌》、《愛你一萬年》及《美酒加咖啡》、《藍色的姑娘》，都成為樂壇經典之作。重新演繹吳秀珠為電影《海鷗飛處》唱的同名主題曲，也獲得廣大的迴響。曾參加《誰來愛我》、《大通緝令》等影片演出。
1987年，萬沙浪為重振昔日光輝，不顧家人的反對，選擇遠離家鄉，前往中國大陸。直到八年後，萬沙浪才又重回台灣。在2004年邱姓前妻指出萬沙浪20年荒唐不顧家，他的家人1子3女都早已移居美國，跟他斷了消息。2015年萬沙浪2度中風半癱，2016年插鼻管，2017年又因免疫力下降失調，身體每況愈下，除吞嚥困難，也有乾癬、皮膚潰爛等問題。由女友郭淑芳、乾兒子與從美國回台的小女兒輪流照顧。
2023年6月18日凌晨5時28分逝世，享壽74歲。

## 經歷
- 主持過台視綜藝節目《娜魯灣之夜》。
- 曾經與胡德夫共組樂團在台北市六福客棧駐唱。
- 1988年，于央視春晚登台演唱。
- 2004年10月29日，服用安眠藥自殺獲救。
- 2005年，於第16屆金曲獎任最佳原住民語流行音樂演唱專輯獎頒獎人。

## 外部連結
- 萬沙浪跌倒了再站起來 （页面存档备份，存于）